# Callopora sarae
Callopora sarae är en mossdjursart som beskrevs av Grischenko, Dick och Shunsuke F. Mawatari 2007. Callopora sarae ingår i släktet Callopora och familjen Calloporidae. Inga underarter finns listade i Catalogue of Life.